# Панагюрище (община)
Община Панагюрище се намира в Южна България и е една от съставните общини на област Пазарджик. Територията на общината е 598,5 км² и включва 10 населени места, от които едно е град (Панагюрище) и девет са села (Бъта, Баня, Оборище, Сребриново, Попинци, Поибрене, Левски, Панагюрски колонии и Елшица).

## География

### Географско положение, граници, големина
Общината е разположена в северната част на област Пазарджик. С площта си от 598,913 km2 заема 4-то място сред 12-те общините на областта, което съставлява 13,37% от територията на областта. Границите ѝ са следните:
- на изток – община Стрелча;
- на юг – община Пазарджик;
- на югозапад – община Лесичово;
- на запад – община Ихтиман, Софийска област;
- на север – община Мирково, община Златица, община Чавдар и община Пирдоп, Софийска област;
- на североизток – община Копривщица, Софийска област.

### Природни ресурси

#### Релеф
Релефът на общината е средно и ниско планински, като територията ѝ изцяло попада в пределите на планината Средна гора.
На изток от долината на река Тополница (около 90% от площта ѝ) в пределите на общината попадат крайните западни, най-високи части на Същинска Средна гора. Тук западно от село Панагюрски колонии се издига най-високата точка на общината – връх Братия (1518,5 m). Общинският център град Панагюрище е разположен в малка котловина – Панагюрската котловина, която представлява долинно разширение на река Панагюрска Луда Яна.
Останалите около 10% от територията на общината, на запад от долината на Тополница се заемат от крайните източни части на рида Белица, част от Ихтиманска Средна гора. Максималната му височина в пределите на общината е връх Арамлиец (1196 m). Неговите източни склонове, обърнати към долината на Тополница са стръмни и опороени.
Минималната надморска височина от 303 m се намира в коритото на река Луда Яна, разположена източно от село Левски.

#### Води
Най-голямата река в община Панагюрище е река Тополница (ляв приток на Марица), която протича с част от средното си течение през западната ѝ част на протежение от около 15 km. На нея, в община Ихтиман е изградена преградната стена на язовир Тополница, като южно от село Поибрене в пределите на общината попада „опашката“ на язовира.
От север на юг през общината протича цялото течение на река Панагюрска Луда Яна, която се приема за начало на река Луда Яна (ляв приток на Марица). Тя извира от 1423 m н.в. под името Елишка река в западното подножие на връх Бич (1449 m) в Същинска Средна гора. До град Панагюрище тече в югозападна посока в дълбока долина. Преди града завива на юг, вече под името Панагюрска Луда Яна и пресича Панагюрската котловина. След това продължава на юг, а от село Бъта на югоизток в дълбока проломна долина. Югоизточно от село Попинци се съединява със Стрелчанска Луда Яна и дава началото на същинската река Луда Яна. Източно от село Левски тя напуска пределите на общината. Най-големият ѝ приток в пределите на общината е река Банска Луда Яна (десен).

## Население

### Етнически състав
Преброяване на населението през 2001 г.
Численост и дял на етническите групи според преброяването на населението през 2001 г.:
|                     | Численост | Дял (в %) |
| Общо                | 29 818    | 100.00    |
| Българи             | 28 556    | 95.76     |
| Цигани              | 1073      | 3.59      |
| Турци               | 16        | 0.05      |
| Други               | 66        | 0.22      |
| Не се самоопределят | 60        | 0.20      |

Преброяване на населението през 2011 г.
Численост и дял на етническите групи според преброяването на населението през 2011 г., по населени места (подредени по численост на населението):
| Населено място     | Численост | Численост | Численост | Численост | Численост | Численост           | Численост     | Населено място     | Дял (в %) | Дял (в %) | Дял (в %) | Дял (в %) | Дял (в %)           | Дял (в %)     |
| Населено място     | Общо      | Българи   | Турци     | Цигани    | Други     | Не се самоопределят | Не отговорили | Населено място     | Българи   | Турци     | Цигани    | Други     | Не се самоопределят | Не отговорили |
| Общо               | 25 263    | 23 027    | 11        | 232       | 21        | 294                 | 1678          | 100.00             | 91.15     | 0.04      | 0.92      | 0.08      | 1.16                | 6.64          |
| ------------------ | --------- | --------- | --------- | --------- | --------- | ------------------- | ------------- | ------------------ | --------- | --------- | --------- | --------- | ------------------- | ------------- |
| Панагюрище         | 17 584    | 16 318    | 4         | 60        | 15        | 276                 | 911           | Панагюрище         | 92.80     | 0.02      | 0.34      | 0.08      | 1.56                | 5.18          |
| Попинци            | 1993      | 1714      |           | 87        |           | 4                   | 186           | Попинци            | 86.00     |           | 4.36      |           | 0.20                | 9.33          |
| Оборище            | 1256      | 1213      | 0         | 5         |           |                     | 36            | Оборище            | 96.57     | 0.00      | 0.39      |           |                     | 2.86          |
| Бъта               | 1183      | 1108      |           | 0         |           | 5                   | 68            | Бъта               | 93.66     |           | 0.00      |           | 0.42                | 5.74          |
| Поибрене           | 776       | 327       |           | 24        | 0         |                     | 422           | Поибрене           | 42.13     |           | 3.09      | 0.00      |                     | 54.38         |
| Елшица             | 747       | 710       | 0         | 27        |           |                     | 8             | Елшица             | 95.04     | 0.00      | 3.61      |           |                     | 1.07          |
| Левски             | 707       | 681       |           | 12        | 0         |                     | 12            | Левски             | 96.32     |           | 1.69      | 0.00      |                     | 1.69          |
| Баня               | 705       | 687       | 0         | 0         | 0         | 0                   | 18            | Баня               | 97.44     | 0.00      | 0.00      | 0.00      | 0.00                | 2.55          |
| Панагюрски колонии | 307       | 264       | 4         | 17        | 0         | 5                   | 17            | Панагюрски колонии | 85.99     | 1.30      | 5.53      | 0.00      | 1.62                | 5.53          |
| Сребриново         | 5         | 5         | 0         | 0         | 0         | 0                   | 0             | Сребриново         | 100.00    | 0.00      | 0.00      | 0.00      | 0.00                | 0.00          |

### Населени места
Общината има 10 населени места с общо население 22 084 жители към 7 септември 2021 г.
| Населено място | Население (2021 г.) | Площ на землището km2 | Забележка (старо име)   | Населено място     | Население (2021 г.) | Площ на землището km2 | Забележка (старо име)              |
| -------------- | ------------------- | --------------------- | ----------------------- | ------------------ | ------------------- | --------------------- | ---------------------------------- |
| Баня           | 612                 | 34,017                |                         | Панагюрище         | 15692               | 221,719               | 7-о по големина з-ще в Б-я         |
| Бъта           | 1025                | 46,704                |                         | Панагюрски колонии | 224                 | -                     | в з-щето на гр. Панагюрище         |
| Елшица         | 537                 | 53,721                |                         | Поибрене           | 742                 | 107,793               |                                    |
| Левски         | 620                 | 17,794                | Калагларе, Долно Левски | Попинци            | 1597                | 48,046                |                                    |
| Оборище        | 1026                | 69,059                | Мечка                   | Сребриново         | 9                   | -                     | Сърбиново, в з-щето на с. Поибрене |
|                |                     |                       |                         | ОБЩО               | 22084               | 598,913               | 2 населени места са без землища    |

## Административно-териториални промени
- МЗ № 2820/обн. 14.08.1934 г. – преименува с. Калагларе на с. Долно Левски;

– преименува м. Сърбиново на м. Сребриново;
- указ № 236/обн. 28.05.1950 г. – преименува с. Мечка на с. Оборище;
- Указ № 317/обн. 13.12.1955 г. – признава н.м. Станчев рът (Станчов рът) за отделно населено място – м. Станчев рът (Станчов рът);
- през 1956 г. – осъвременено е името на м. Кайрака на м. Кайряка и е призната за с. Кайряка без административен акт;
- Указ № 881/обн. 30.11.1965 г. – заличава махалите Алачовец, Балчовци, Косевица, Курил, Нивица (Нивицата), Павел, Поленето, Равни рът, Слатина, Станчев рът (Станчов рът), Тропев рът и Шишман поради изселване;
- Указ 1521/обн. 24.10.1975 г. – заличава с. Кайряка и присъединява като квартал на с. Поибрене;
- Указ № 970/обн. 04.04.1986 г. – признава курортно селище Панагюрски колонии за отделно населено място – с. Панагюрски колонии;
- Указ № 1410/обн. 04.05.1987 г. – преименува с. Долно Левски на с. Левски;
- На основание §7 (т.3) от Закона за административно-териториалното устройство на Република България (ДВ, бр. 63/1995 г.) всички махали, колиби, гари, минни и промишлени селища придобиват статут на села.

## Политика

### Награди за Община Панагюрище
- Победител в категория „Tech City“, раздел „средни общини“, в онлайн конкурса „Кмет на годината, 2017“. Приз за кмета Никола Белишки за цялостно внедряване на нови технологии в градовете за улеснение на гражданите и привличане на туристи.

### Демографска политика
През 2013 година общината решава да отпусне 50 000 лв. за стимулиране на раждаемостта, като дава бонуси – 600 лева за първо бебе, за второ и трето по 400 лева и 1200 за близнаци. Условие за получаване на помощта към двамата родители е:
- да имат постоянно жителство в общината
- да са пълнолетни
- да са здравно осигурени
- да нямат данъчни задължения към общината

През 2014 година се раждат с 50 % повече деца от предната година, което е над очакваното. През септември парите свършват и кметът се принуждава да търси още пари. През 2015 година общината отпуска 100 000 лв.

## Транспорт
В източната част на общината, от изток на запад преминава последният участък от 6,4 km от трасето на жп линията Пловдив – Панагюрище.
През общината преминават частично 3 пътя от Републиканската пътна мрежа на България с обща дължина 91,5 km:
- участък от 48,6 km от Републикански път II-37 (от km 64,1 до km 112,7);
- участък от 33,9 km от Републикански път III-801 (от km 24,9 до km 58,8);
- последният участък от 9 km от Републикански път III-6006 (от km 14,8 до km 23,8).

## Топографска карта
- Лист от карта K-34-60. Мащаб: 1 : 100 000.
- Лист от карта K-35-49. Мащаб: 1 : 100 000.